# Pericallia nigrostriata
Pericallia nigrostriata là một loài bướm đêm thuộc phân họ Arctiinae, họ Erebidae.